# Cantón de Saverdun
El cantón de Saverdun era una división administrativa francesa, que estaba situada en el departamento de Ariège y la región de Mediodía-Pirineos.

## Composición
El cantón estaba formado por catorce comunas:
- Brie
- Canté
- Esplas
- Gaudiès
- Justiniac
- La Bastide-de-Lordat
- Labatut
- Le Vernet
- Lissac
- Mazères
- Montaut
- Saint-Quirc
- Saverdun
- Trémoulet

## Supresión del cantón de Saverdun
En aplicación del Decreto nº 2014-174 de 18 de febrero de 2014, el cantón de Saverdun fue suprimido el 22 de marzo de 2015 y sus 14 comunas pasaron a formar parte del nuevo cantón de Puertas de Ariège.